# St. Martin (Leimbach)

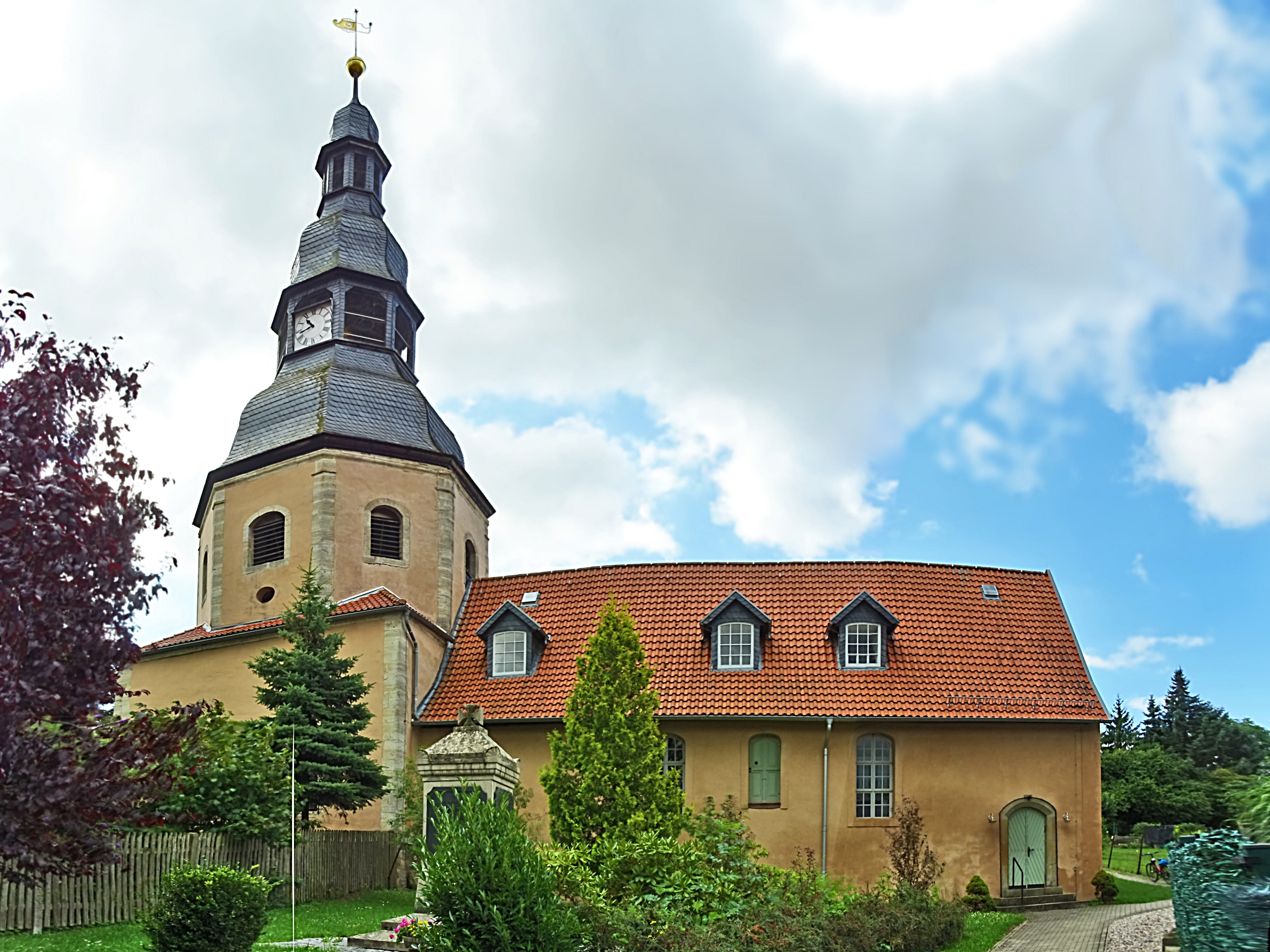
Kirche St. Martin in Leimbach

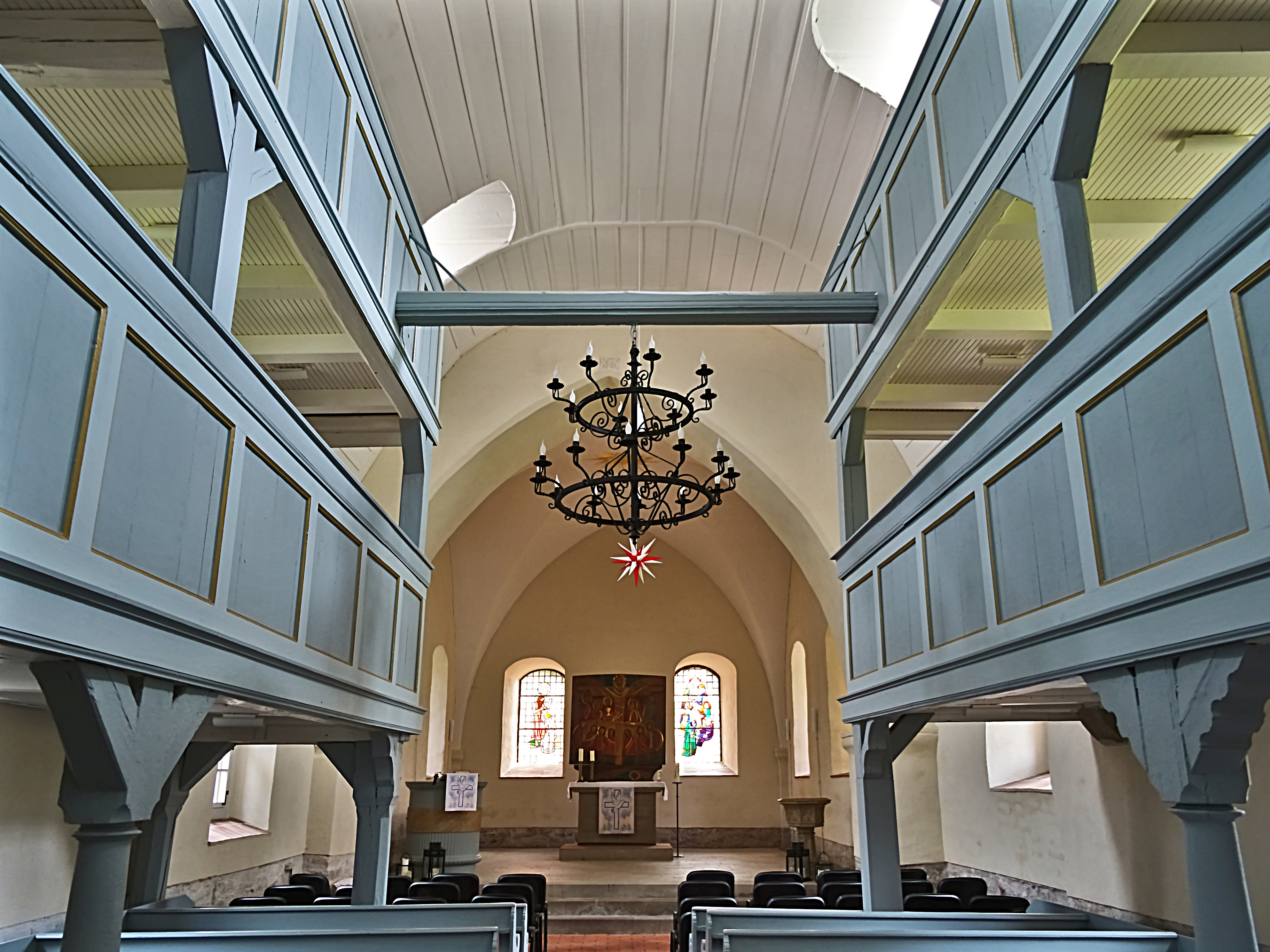
Innenansicht

Die evangelische Dorfkirche St. Martin steht in Leimbach, einem Ortsteil der Stadt Nordhausen im Landkreis Nordhausen in Thüringen.

## Geschichte
Die erste Kirche des Dorfes Leimbach wurde vor dem 14. Jahrhundert mit Steigerthaler Gips-Bruchstein errichtet und stand wohl schon 1254, dem Jahr der Ersterwähnung des Ortes.
Die heutige Kirche wurde 1790 im Barock-Stil umgebaut. Der markante achteckige Turmbau erfolgte elf Jahre später. Auch die Siedlung Himmelgarten gehört zum Ortsteil der Stadt Nordhausen. Himmelgarten ist ein Ableger des einstigen Klosters und späteren Gutes.

## Ausstattung

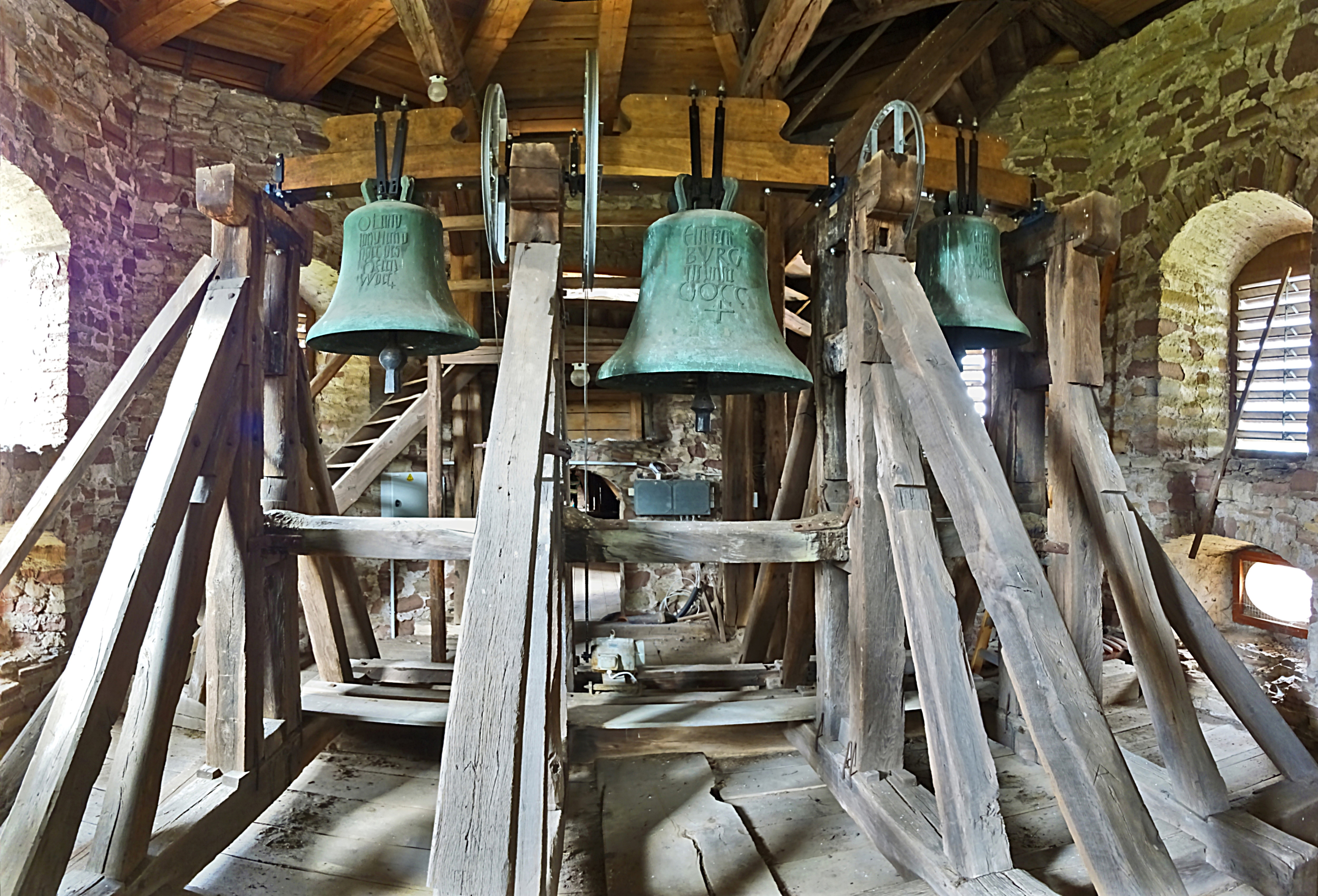
Die Glocken

Die Orgel mit 19 Registern, verteilt auf 2 Manuale und Pedal, wurde 1852 von Gottlieb Knauf gebaut.
Die drei Bronzeglocken und das Turmuhrwerk vom Anfang des 19. Jahrhunderts sind erhalten. Sehenswert sind auch der Taufstein und die Glasmalereien.